# Pers (Deux-Sèvres)
Pers – miejscowość i gmina we Francji, w regionie Nowa Akwitania, w departamencie Deux-Sèvres.
Według danych na rok 1990 gminę zamieszkiwało 78 osób, a gęstość zaludnienia wynosiła 16 osób/km² (wśród 1467 gmin regionu Poitou-Charentes Pers plasuje się na 905. miejscu pod względem liczby ludności, natomiast pod względem powierzchni na miejscu 1077.).